# Golden Arrow (film)
Pour les articles homonymes, voir Golden Arrow.
Pour plus de détails, voir Fiche technique et Distribution.
Golden Arrow est un film britannique réalisé par Gordon Parry, sorti en 1949.

## Fiche technique
- Titre : Golden Arrow
- Réalisation : Gordon Parry
- Scénario : Anatole de Grunwald et Paul Darcy
- Photographie : Otto Heller
- Musique : Mischa Spoliansky
- Pays de production : Royaume-Uni
- Format : Noir et blanc - 1,37:1 - Mono
- Genre : comédie
- Date de sortie : 1949

## Distribution
- Burgess Meredith : Dick
- Jean-Pierre Aumont : Andre Marchand
- Paula Valenska : Sury / Sonia / Hedy
- Kathleen Harrison : Isobel
- Karel Stepanek : Schroeder
- Patrick Barr : le mari de Hedy
- Hilda Bayley : Mme Felton
- Colin Gordon : Connelly
- Ernest Jay : Mr. Felton
- Natasha Parry : Betty Felton
- Ingeborg von Kusserow : Hôtesse de boîte de nuit